# Shahrak-e Jandarmeri
Shahrak-e Jandarmeri est un quartier du nord-ouest de Téhéran, la capitale de l’Iran.